# Bridgeview
Bridgeview är en förort till Chicago, som ligger i Cook County, Illinois med 16 446 invånare (2010). Det är omkring 21 km till Chicagos centrum.

## Historia
De första bosättningarna som senare kom att bli Bridgeview var på 1830-talet när området fortfarande beboddes av ursprungsbefolkningen. På 1870-talet började tyska och italienska nybyggare att slå sig ner för att driva lantbruk. Holländska emigranter dök upp på 1920-talet när jordbruket började sina medan fastighetsmarknaden och industrin började blomstra.

## Demografi
Enligt folkräkningen år 2000 hade Bridgeview 15 335 invånare, 5 631 hushåll och 3 812 familjer.

Rasuppdelningen för Bridgeview var följande:
| Raser                | %     |
| -------------------- | ----- |
| Vita amerikaner      | 87,42 |
| Afroamerikaner       | 0,82  |
| Ursprungsbefolkning  | 0,30  |
| Asiatiska amerikaner | 2,22  |
| Andra raser          | 3,97  |
| Två eller fler raser | 5,26  |
| Hispanic/Latino      | 9,421 |

1 - Varav 7,7% hade mexikansk ursprung.
Den genomsnittliga inkomsten för ett hushåll var på $42 073 medan för en familj var den $52 490.
Omkring 5,3% av familjerna och 7,2% av befolkningen levde under fattighetsgränsen varav 9,5% var under 18 år och 8,1% var 65 år eller äldre.

## Sport
Staden har byggt en arena, SeatGeek Stadium, som invigdes 2006 och där Chicago Fire i Major League Soccer spelar sina hemmamatcher.